# Guillermo Andrés López
Guillermo Andrés López (Xàtiva, 13 d'octubre de 1992), conegut com a Guille, és un futbolista professional valencià que juga com a davanter al club Atzeneta UE.

## Trajectòria
Guille va començar la seva carrera al Vila-real CF, fent el seu debut amb l'equip C en 2010 a la Tercera Divisió. El 2011, es va unir al Olímpic de Xativa a la Segona Divisió B, que apareix amb regularitat i marcant dos gols durant el seu període d'un any.
El juny de 2012 Guille es va traslladar a Anglaterra, signant amb el Wigan Athletic, unint-se a l'esquadra sub-21. En 2014, va tornar a Espanya per a jugar al Reial Valladolid i de ser assignat inicialment a les reserves també el tercer nivell.
Guille va debutar en el primer equip el 15 d'octubre, marcant la primera victòria a casa per 2-0 davant el Girona FC en la temporada de la Copa del Rei. Tres dies més tard, va fer el seu debut a la Lliga Adelante, en substitució d'André Leão després de 79 minuts d'un empat 0-0 a casa contra el Ponferradina. La temporada següent, estava jugant en l'equip B del Celta de Vigo. La temporada 2016-17, va signar amb el club eslovac FK Senica.
El 2017, va signar amb l'equip B del RCD Espanyol.